# Andres Herkel

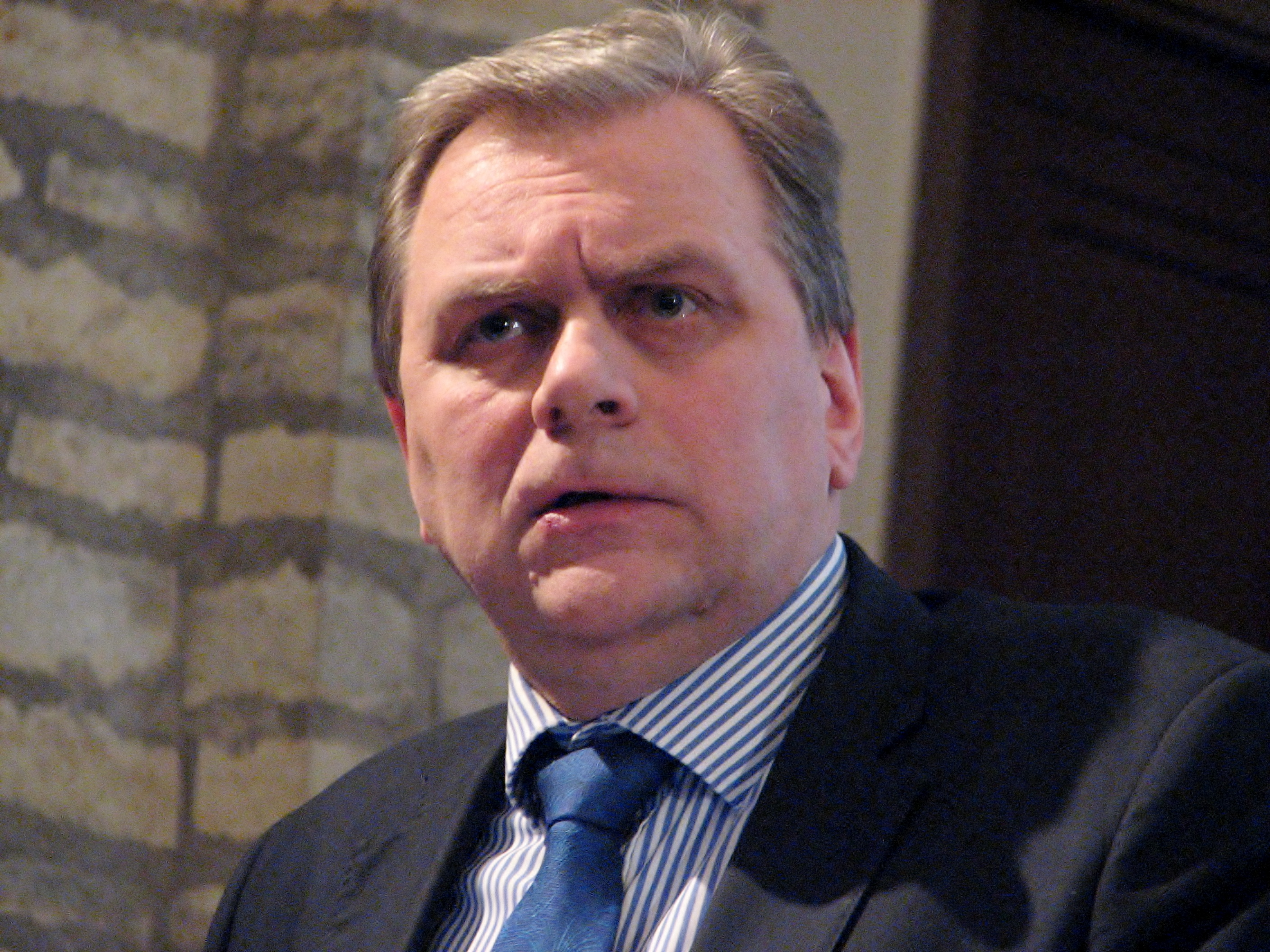
Andres Herkel (2014)

Andres Herkel (* 14. August 1962 in Tallinn) ist ein estnischer Politiker.

## Frühe Jahre
Andres Herkel besuchte bis 1980 die Schule in Saku. An der Staatlichen Universität Tartu schloss er 1985 sein Studium der Psychologie ab. Von 1985 bis 1989 war er als Wissenschaftlicher Mitarbeiter beschäftigt. 1998 erwarb er an der Universität Tartu einen Magistergrad in Geschichte mit einer Arbeit zur frühen indischen Philosophie.

## Politiker
Mit dem Ende der Sowjetunion und der estnischen Freiheitsbewegung Ende der 1980er Jahre engagierte sich Herkel auch politisch. Von 1989 bis 1991 war er Vorsitzender der von ihm mitbegründeten „Vereinigung Res Publica“ (Ühendus Res Publica), einem Forum anti-kommunistischer estnischer Intellektueller, das enge Kontakte zu sowjetischen Dissidenten unterhielt.
Herkel erwarb sich Ende der 80er Jahre besondere Verdienste für den Aufbau freier Medien in Estland. Nach journalistischen Tätigkeiten war Herkel von 1993 bis 1999 Medienberater der Parlamentsverwaltung. Von 1994 bis 2000 und von 2007 bis 2011 war er Mitglied des Aufsichtsrats des öffentlich-rechtlichen estnischen Rundfunk- und Fernsehens.
Im März 1999 wurde Herkel für die konservative „Vaterlandsunion“ (Isamaaliit) erstmals als Abgeordneter in das estnische Parlament (Riigikogu) gewählt, dem er seitdem ununterbrochen als Abgeordneter angehört. Von 2009 bis 2011 war der Vizepräsident der Parlamentarischen Versammlung des Europarats. Er setzte sich dabei besonders für die Einhaltung der Menschenrechte in Aserbaidschan ein.

### Estnische Freie Partei
2014 überwarfen sich Herkel und Gleichgesinnte mit der Führung der Isamaaliit-Nachfolgepartei IRL über den politischen Kurs. Sie gründeten im September 2014 als Abspaltung der IRL eine eigene Mitte-rechts-Partei, die „Estnische Freie Partei“ (Eesti Vabaerakond). Herkel wurde zu ihrem Vorsitzenden gewählt.
Bei der Parlamentswahl am 1. März 2015 konnte die Partei auf Anhieb die Fünf-Prozent-Hürde überwinden und zog mit acht Abgeordneten ins Parlament ein.
Im April 2017 wurde Andres Herkel durch Artur Talvik im Amt des Parteivorsitzenden der Eesti Vabaerakond abgelöst. Nach dem Rückzug von Talvik kehrte Herkel im Mai 2018 auf den Posten zurück, wurde aber bereits Ende September des gleichen Jahres von Kaul Nurm abgelöst.

## Privatleben
Andres Herkel ist mit Kaie Herkel (* 1959) verheiratet, die ebenfalls politisch aktiv ist. Das Paar hat einen Sohn.